# Schwanenburg (Limmer)

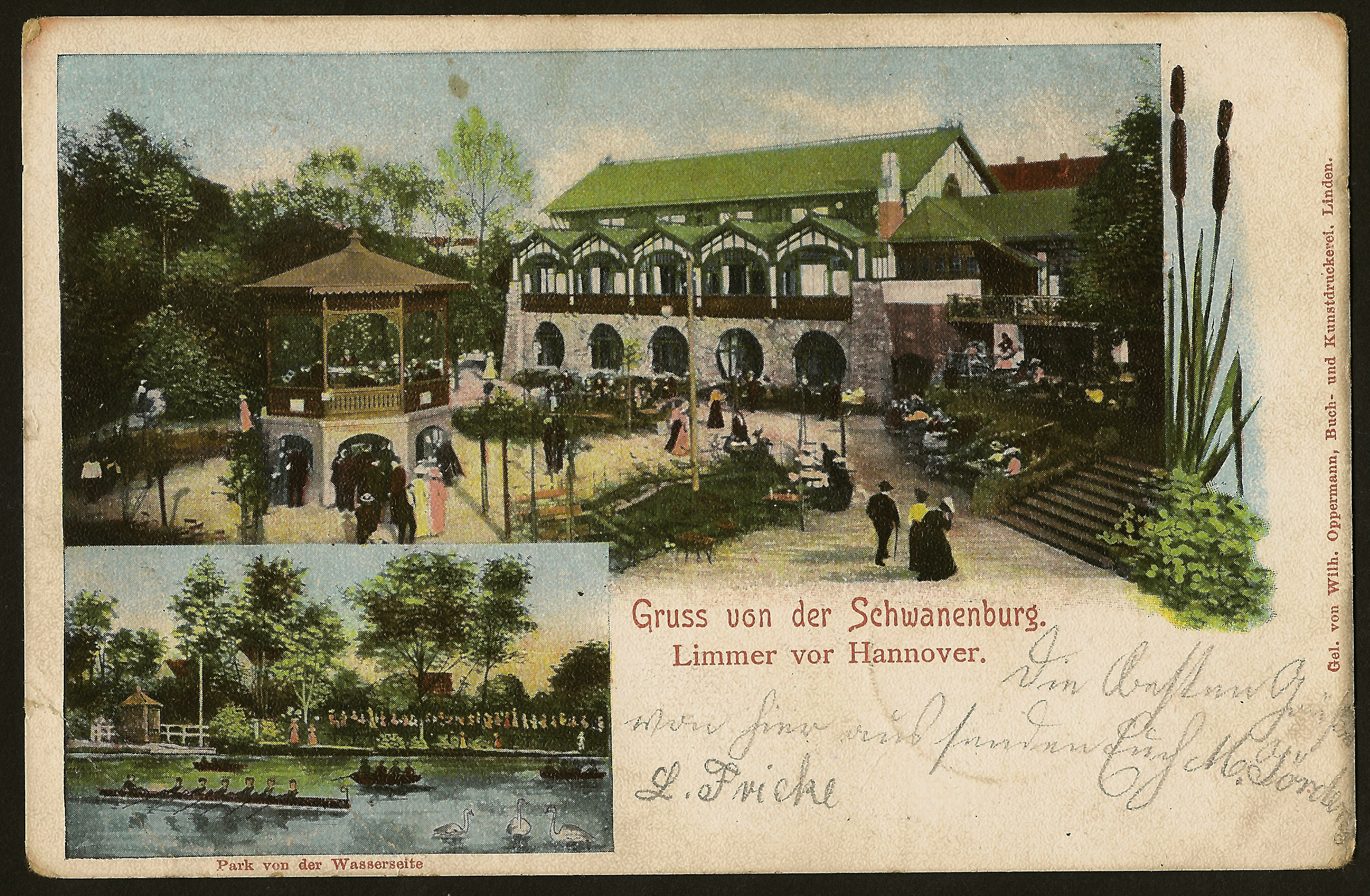
Bildpostkarte der Schwanenburg (um 1900)

Die Schwanenburg war ein Gastronomie- und Veranstaltungsort im heutigen hannoverschen Stadtteil Limmer.

## Geschichte

### Schiffswerft
Der Schiffsbaumeister Johann Wilhelm Friedrich Hartje pachtete 1830 ein Grundstück am Westufer der Leine gegenüber von Hannovers Steintormasch als Bauplatz einer Schiffswerft. Das Gelände hatte den Dörfern Linden und Limmer als gemeinsame Hudeweide gedient und gehörte nach der Gemeinheitsteilung dem Amt Blumenau. Im Januar 1837 kaufte Hartje das 1 Morgen und 6 Ruthen (umgerechnet etwa 2750 m²) große Grundstück für 205 Taler. Die Werft fertigte ab 1838 unter anderen Bremer Böcke, die auf der Leine im Handel zwischen Hannover beziehungsweise Linden und Bremen eingesetzt wurden.

### Lustgarten
Der eingeheiratete Kaufmann Johann Friedrich Andreas Geffers wurde 1884 neuer Eigentümer. Er ließ auf dem Grundstück sumpfige Bereiche aufschütten und zwei ehemalige Tonstiche aus dem 18. Jahrhundert zu Teichen ausheben, um einen Lustgarten anzulegen. Der Wirt August Stein pachtete 1890 die Gartenanlage und erfand den Namen Schwanenburg.
Im Juli 1895 stürzte die benachbarte Limmer Brücke ein. Der damalige Wirt Hörschelmann verpflichtete sich, für Fußgänger  eine Fähre als Ersatz über die Leine an der Schwanenburg zu betreiben. Mit dieser war sein Betrieb für Gäste aus Hannovers nördlichen Stadtteilen weiter gut erreichbar.

### Blütezeit und Niedergang
Der Unternehmer Max Rüdenberg erwarb 1896 das gesamte Anwesen. Er richtete eine Bettfedernfabrik auf den Westteil des Grundstücks ein und ließ sich ein privates Wohnhaus bauen. 1898 entstand ein Gebäude mit zwei Konzertsälen zusätzlich zu den Parkanlagen mit Kaffeegarten und Musikpavillon. Die Gaststätte wurde an die jeweiligen Betreiber verpachtet. Ein bei der Lindener Arbeiterschaft beliebter Konkurrent war der benachbarte Mühlenpark.
Der Fährbetrieb musste 1913 wegen des Baus des Leinehafens, am anderen Ufer, eingestellt werden.
Von 1915 bis zum Mai 1920 dienten die Schwanenburg und Teile von Rüdenbergs Bettfedernfabrik als durch Diakonissen des Henriettenstiftes betriebenes Schullazarett (Reserve-Lazarett II). In den beiden Konzertsälen waren 50 bis 60 Kriegsinvalide untergebracht, die  orthopädisch versorgt werden konnten. 15 Werkstätten bildeten Metallberufe, Schneider, Tischler, Maler, Fotografen und Buchdrucker aus. Im Winter 1919 gab es Proteste der Insassen wegen der mangelhaften Versorgung im Schullazarett.
Danach war die Schwanenburg wieder Gaststätte, allerdings ohne an die früheren Glanzzeiten anzuknüpfen. Im Zuge der Arisierung übernahm die Stadt Hannover 1939 das Grundstück der Schwanenburg. Das Adressbuch der Stadt Hannover führt allerdings von 1939 bis 1942 keine Gaststätte an der Adresse mehr. Im Zweiten Weltkrieg wurde im November 1943 das benachbarte ehemalige Wohnhaus bei einem Bombenangriff zerstört.

### Nachkriegszeit
Die Schwanenburg hatte den Krieg ohne größere Schäden überstanden. Im unteren Saal des Konzertgebäudes eröffneten im Sommer 1946 die Schwanenburg-Lichtspiele. Von Juli 1946 bis Februar 1949 nutzte das Theater Komödie den oberen Saal als Spielstätte.
Nach der Währungsreform waren alle Besucherzahlen stark zurückgegangen. Als Gastronomiebetrieb blieb nur ein Bierlokal.
Dieses diente ab März 1951 als bekannter Treffpunkt und Veranstaltungsort der Homophilenbewegung.
1960 wurden für den Bau des Westschnellwegs Theater, Kino und Gaststätte abgerissen. Danach entstanden hier an der Limmerstraße Gebäude für die Universität Hannover. Der Name Schwanenburg blieb am Westschnellweg mit der Schwanenburgbrücke und später dem Schwanenburgkreisel, inzwischen umgebaut zur Schwanenburgkreuzung, am Abzweig des Bremer Damms in Gebrauch.

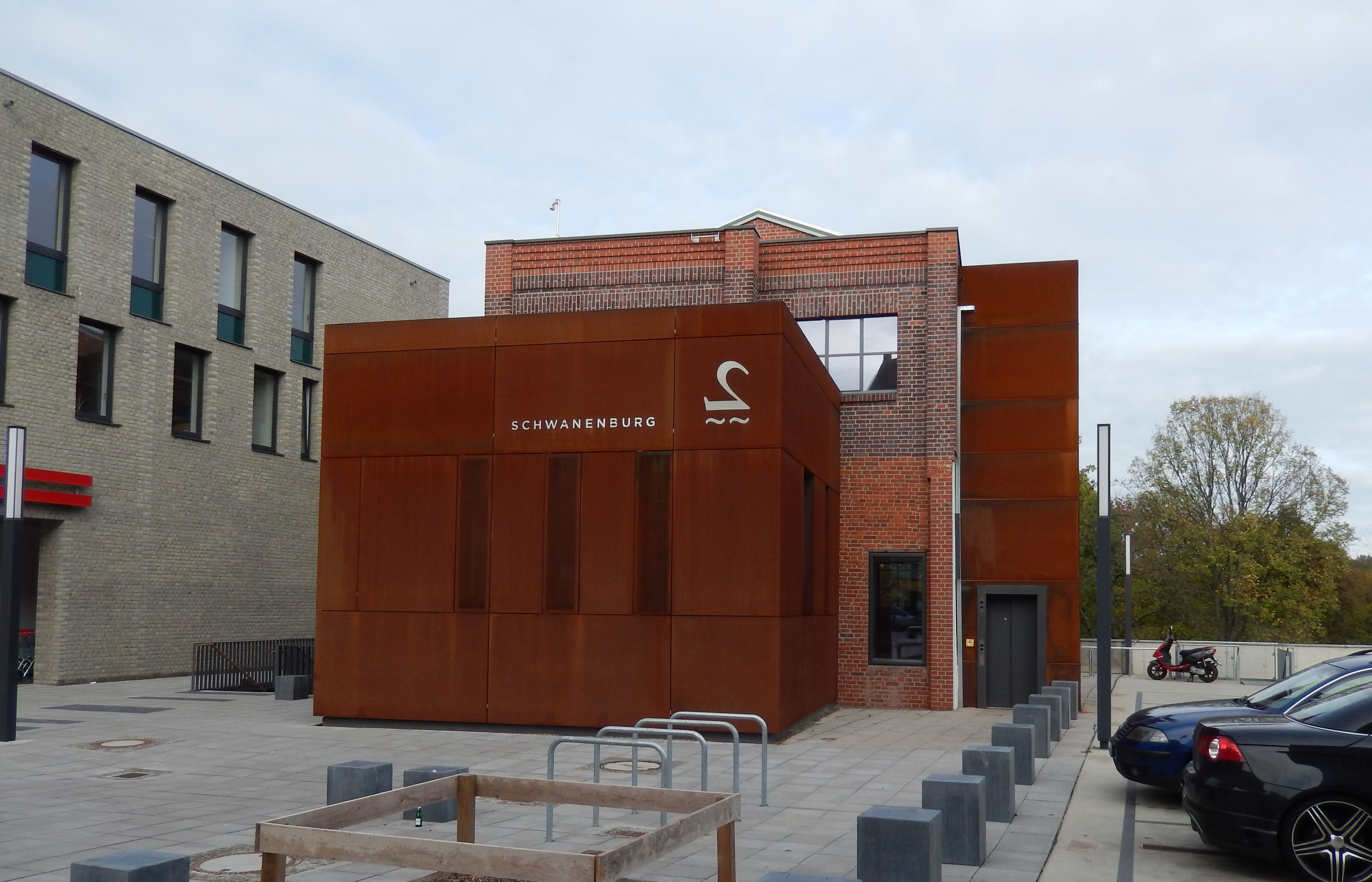
Die neue Schwanenburg (2014)

### Neue Schwanenburg
⊙ Seit dem Herbst 2012 heißt ein in einem von der einstigen Bettfedernfabrik verbliebenen und umgebauten Gebäude eingerichteter Restaurant- und Veranstaltungsbetrieb Schwanenburg.